# 印旛沼干拓

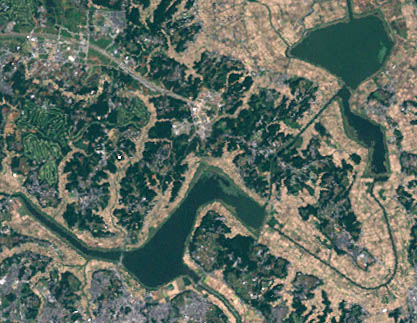
人工衛星から撮影した現代の印旛沼。

印旛沼干拓（いんばぬまかんたく）とは、千葉県（下総国）北西部にある印旛沼の干拓事業のことである。
かつては香取海の一部であった印旛沼は利根川東遷工事などの影響によって江戸時代前期にはW字形の周囲47km・面積20平方キロメートルの閉じられた沼となり、利根川増水時の遊水地的な役割を果たしていた。だが、洪水防止の観点から印旛沼の水を内海（現在の東京湾）に排水（開疎）することで新田開発や利根川流域から江戸方面への水運の利を確保しようとしたのである。

## 歴史
享保9年（1724年）、下総国千葉郡平戸村（現在の八千代市平戸）の染谷源右衛門が同村から同郡検見川村（現在の千葉市花見川区検見川町）に向けて約4里12町（約17km）の水路を開くことを江戸幕府に出願した。幕府もこれに賛同して6000両を貸し与え、源右衛門も同志を集めて工事を開始したものの、思い通りにはいかず、難工事のために資金を使い果たしてしまい、ついに源右衛門は破産に追い込まれた。
天明2年（1782年）、当時の老中・田沼意次は再び開疎工事を計画、天明5年（1785年）10月から手賀沼干拓と並行する形で本格的工事に乗り出し、工事は途中まで進んだものの、翌年発生した天明の洪水により工事個所が壊滅、工事を推進してきた田沼の失脚もあり再び挫折した。
天保14年（1843年）6月、当時の老中・水野忠邦は三度開疎工事を計画、鳥居忠耀・二宮尊徳も計画に実際に関与し、鳥取藩・庄内藩・沼津藩・秋月藩・貝淵藩の5藩には御手伝普請を命じた。6万人の人員と23万両の費用をかけて工事が行われたが、同年閏9月の水野の失脚によって三度挫折した。ただし、実際の工事中止決定は翌年6月になってからであること、後の黒船来航時に工事再開論が出ていることから、幕府内では引き続き工事を推進する動きがあった事が知られる。なお、天保の工事の背景として天保4年（1833年）に佐藤信淵が著した『内洋経緯記』があったとする見方がある。同書によれば、外国船によって浦賀が封鎖された時に備えて、印旛沼と検見川を結んで北関東あるいは銚子から利根川・印旛沼・検見川を経由して江戸に物資を運びこむ水運を開くべきであると主張しており、当時危惧されていた外国船からの江戸防衛の一環として印旛沼開疎が計画されたと考えられている。
ちなみに水野失脚のころ、沼では謎の怪獣事件が発生したと噂される。
明治以降も何度か計画が立てられたものの、本格的な干拓工事が再開されたのは、昭和21年（1946年）のことであり、28年の歳月をかけて印旛放水路を完成させるとともに約900haの水田を開いた。この結果、印旛沼は5.1平方キロメートルの北印旛沼と5.6平方キロメートルの西印旛沼に2分された。